# 현영
현영(본명: 유현영, 1976년 9월 6일 ~ )은 대한민국의 가수, 배우, 방송인이다.

## 학력
- 1989년 서호초등학교(졸업)
- 1992년 수원여자중학교(졸업)
- 1995년 수원여자고등학교(졸업)
- 2003년 용인대학교 환경보건학과(학사 - 95학번[주 1] 출신)
- 2006년 서경대학교 대학원 연극영화학과(예술학 석사)
- 2012년 고려대학교 언론대학원 미디어저널리즘언론정보학과(언론학 석사)

## 방송 활동

### 종영한 프로그램
- 1997년 SBS 《이주일 투나잇 쇼》 보조 MC
- 2003년 KBS2 《서바이벌 정글특급》
- 2004년 KBS1 《가족오락관》 게스트
- 2004년 KBS2 《이홍렬 박주미의 여유만만》 코너 MC
- 2005년 MBC 《시청자 여러분!고맙습니다》
- 2005년 KBS2 《해피선데이 - 여걸식스》
- 2005년 11월 27일~2006년 3월 26일 KBS2 《주주클럽》
- 2005년 11월 5일~2006년 3월 11일 KBS2 《쇼 파워 비디오》
- 2006년 SBS 《헤이헤이헤이 시즌 2》
- 2006년 MBC 《2006 MBC 방송연예대상》 - 이경규와 함께 진행
- 2007년 SBS 《작렬 정신통일》
- 2007년 Mnet 《비밀스런 현영의 꿈》
- 2007년 MBC 《지피지기 시즌2》
- 2007년 KBS2 《해피선데이 - 하이파이브》
- 2007년 MBC DRAMA 《삼색녀 토크쇼》
- 2008년 KBS2 《해피선데이 - 스쿨림픽》
- 2008년 MBC 《스타의 친구를 소개합니다》
- 2008년 KBS2 《대결 노래가 좋다》
- 2008년 Story on 《다이어트워 2》
- 2009년 Story on 《다이어트워 3》
- 2009년 SBS E!TV 《스타사관학교》
- 2009년 KBS2《꽃보다남자 F4 스페셜 토크쇼》
- 2009년 SBS 《일요일이 좋다 - (2부) 골드미스가 간다》
- 2009년 MBC 에브리원 《식신원정대》
- 2009년 MBC 에브리원 《무한걸스 시즌2》
- 2009년 중앙일보 QTV 《순위 정하는 여자》
- 2009년 MBC FM4U 《현영의 뮤직파티》
- 2010년 KBS2《연대기》
- 2010년 SBSE! 《더 퀸》
- 2010년 MBC 《MBC 스페셜》 - 내레이션
- 2010년 MBC 《여자가 세상을 바꾼다 - 원더우먼》
- 2010년 Olive 《퀴즈어택! 해피 트럭》
- 2010년 코미디TV 《현영의 하이힐》
- 2010년 Story on 《다이어트워4》
- 2011년 Story on 《다이어트워5》
- 2011년 XTM 《그녀는 당신에게 반하지 않았다》
- 2011년 MBC 《MBC 창사 50주년 특별기획 - 타임》
- 2012년 TV조선 《토크쇼 노코멘트》
- 2013년 MBC 《2013 코이카의 꿈》
- 2015년 tvN 《엄마사람》
- 2015년 KBS W 《빨간핸드백》
- 2015년 KBS2 《비타민》
- 2016년 MBN 《상상초월쇼 진짜? 가짜!》
- 2016년 SBS CNBC 《식객남녀 잘먹었습니다》
- 2020년 SBS 《집사부일체》

### 중도 하차한 프로그램
- 2013년 TV조선 《부부젤라》
- 2013년 Y-STAR 《식신로드》
- 2008년 MBC 《MBC 특별생방송》
- 2006년 MBC 《섹션TV 연예통신》

### 방송
- 생방송 행복드림 로또 6/45 - 게스트 890회
- OBS경인TV 《알면바꾼다 일상공감》
- KBS Story 《빨간 핸드백》
- TV조선 《퍼펙트 라이프》
- TV조선 《부캐전성시대》 - 마이애미 영
- JTBC 아는형님 - 게스트 313회
- MBC 호적메이트 - 게스트 37회

### CF
- 2006년 한국피자헛 피자헛 검은깨 도우 피자
- 2006년 ~ 2008년 하이마트 (정준호와 함께 출연)
- 2006년 동화약품 후시딘
- 2006년 비씨카드
- 2006년 파스퇴르유업 파스퇴르 요거트 스무디
- 2006년 ~ 2008년 대성쎌틱 대성보일러
- 2007년 ~ 2009년 양돈자조금
- 2008년 스카이라이프 (김구라와 함께 출연)

## 연기 활동

### 드라마
- 1998년 SBS 《바람의 노래》
- 1999년 MBC 《왕초》 ... 여대생 역
- 1999년 MBC 《남자 셋 여자 셋》 ... 영어학원 강사 박진희의 동료 영어강사 유현영 역
- 2002년 MBC 《여자를 말한다》
- 2002년 코미디TV 《란제리》 ... 속옷 회사 사장 역
- 2003년 SBS 《선녀와 사기꾼》
- 2004년 KBS2 《백설공주》
- 2004년 KBS2 《애정의 조건》 ... 장수의 과거 여자친구 역
- 2004년 KBS2 《달래네 집》
- 2005년 MBC 《안녕, 프란체스카 3》 ... 다이아나 역
- 2005년 SBS 《건빵선생과 별사탕》 ... 조지아 역
- 2005년 SBS 《패션 70's》 ... 하연경 역
- 2005년 MBC 《비밀남녀》 ... 김준미 역
- 2006년 SBS 《불량가족》 ... 하부경 역
- 2010년 SBS 《산부인과》 ... 이윤진 역 (특별출연)
- 2011년 KBS2 《동안미녀》 ... 대학교수 지주희 역
- 2015년 MBC 드라마넷 《스웨덴 세탁소》 ... 혜숙 역
- 2015년 KBS2 《프로듀사》
- 2018년 MBC 《사생결단 로맨스》

### 영화
- 2003년 《대한민국 헌법 제1조》 - 양지 역
- 2004년 《맹부삼천지교》 - 강남고 담임 역
- 2004년 《내 머리 속의 지우개》 - 윤아 역
- 2005년 《가문의 위기》 - 효정 역
- 2005년 《오로라 공주》 - 최신옥 역
- 2005년 《작업의 정석》 - 양수진 역
- 2006년 《아치와 씨팍》 - 이쁜이 목소리 역
- 2006년 《카리스마 탈출기》 - 김선미 역
- 2006년 《연리지》 - 스토커 역
- 2006년 《조폭 마누라 3》 - 연희 역
- 2007년 《최강 로맨스》 - 최수진 역
- 2009년 《청담보살》 - 유명 배우 역
- 2011년 《가문의 수난》 - 효정 역
- 2022년 《짜장면...고맙습니다》 - 김혜진 역

### 뮤직비디오
- 2004년 김동률 & 이소은 - 욕심쟁이
- 2010년 태진아 - 사랑은 돈보다 좋다

## 발매 앨범
- 누나의 꿈 (싱글/2006)
  - 특징 : 싱글 누나의 꿈의 타이틀 곡 <누나의 꿈>은 몰도바 출신의 유로댄스 그룹 O-Zone의 <Dragostea din tei>(드라고스테아 딘 테이)를 개사한 것으로, 이미 일본에서도 개사곡이 많은 화제를 낳았었다. 한국에서도 <누나의 꿈>은 많은 인기를 얻었고, 덩달아 원곡인 <Dragostea din tei>도 한국 대중들에게 많은 관심을 받았다.
- 연애혁명 (싱글/2007)
  - 특징 : 모닝구무스메의 ‘恋愛レボリューション21 (렌아이 레볼루션 21)[*]’ 리메이크 곡.
- Moonlight Girl (싱글/2008)
  - 특징 : 타이틀 곡 `Moonlight Girl` 기존의 현영의 노래들이 리메이크곡이었던 것과는 달리 유진의 `windy` 전혜빈의 `2am`, 길건의 `shake`, 배슬기의 `강한 여자` 등 항상 새로운 사운드의 댄스음악으로 대중에게 어필한 작곡가 허재혁의 작품으로 쇼하우의 아이삭이 랩피쳐링을 맡아 곡의 분위기를 한층 더 신나게 만들어 준다.[1]

## 경력
- 2009년 서울종합예술학교 패션모델예술학부, MC예술학부 교수
국산 돼지고기 사랑 홍보대사
산천어축제 홍보대사
- 2007년 KTX시네마 홍보대사
양돈자조금관리위원회 국산 돼지고기 사랑 홍보대사
- 2006년 군산국제자동차엑스포 홍보대사
사회복지공동모금회 사랑의 열매 홍보대사

## 수상 내역
- 2005년 MBC 방송연예대상 코미디시트콤 부문 인기상
- 2005년 SBS 연기대상 뉴스타상
- 2006년 제29회 황금촬영상 신인여우상
- 2006년 제4회 한국패션월드어워드 방송인 부문 베스트드레서
- 2006년 제42회 백상예술대상 인기상
- 2006년 KBS 연예대상 쇼.오락 부문 우수상
- 2006년 MBC 방송연예대상 쇼 버라이어티 부문 여자 우수상
- 2006년 MBC 방송연예대상 쇼 버라이어티 부문 인기상
- 2007년 제14회 대한민국 연예예술상 여자TV진행상
- 2007년 KBS 연예대상 쇼.오락 부문 여자 최우수상
- 2007년 MBC 방송연예대상 쇼 버라이어티 부문 여자 우수상
- 2007년 아시아 모델상 시상식 인기 스타상
- 2007년 아시아 모델상 시상식 BBF인기 스타상
- 2008년 서울특별시 시장상
- 2009년 대한민국 나눔대상 특별대상 대회장상
- 2009년 제31회 에너지절약 촉진대회 국무총리표창
- 2010년 제4회 케이블TV방송대상 올해의 스타상
- 2010년 MBC 연기대상 라디오 부문 우수상
- 2011년 제12회 올해의 볼룬티어상
- 2011년 검찰총장 표창장
- 2022년 제4회 인도 글로벌 영화제 여우조연상 (짜장면 고맙습니다)

## 사건·사고
2013년 2월, 장미인애, 박시연, 이승연 등과 함께 프로포폴을 불법적으로 투약한 혐의를 받아 모든 프로그램에서 중도하차하였다.

## 기타 사항
한편 본인의 히트곡 <누나의 꿈>은 바쁜 스케줄 탓인지 본인(현영)과 똑같은 경력(슈퍼모델 출신)이 있었던 사하(본명 조소현)가 현영 대신 노래를 녹음해 라이브로 부르기도 했다.

### 내용주
1. ↑  1997년부터 2000년까지, 2001년부터 2002년까지 2번 휴학하여 1995년 당시 1학년, 1996년 당시 2학년, 2000년 당시 3학년, 2002년 당시 4학년.

### 참조주
1. ↑  네이버 뮤직 - Moonlight Girl (Digital Single)
2. ↑  박시연·현영 등 女연예인 4명, 프로포폴 투약 충격 (마이데일리 2013년 2월 13일자)
3. ↑  강경지 (2006년 7월 7일). “‘제 2의 현영’ 사하, 목소리도 똑같네”. OSEN. 2019년 3월 17일에 확인함.